# 重瓣木芙蓉
重瓣木芙蓉（学名：Hibiscus mutabilis f. plenus）为锦葵科木槿属木芙蓉下的一个变型，或很可能只是木芙蓉的异名。

## 扩展阅读
- 維基物種上的相關：重瓣木芙蓉